# Кров у басейні

Закривавлений Ервін Задор після матчу з командою СРСР

«Кров у басейні» (англ. Blood in the Water, Blood bath of Melbourne) — неофіційна назва матчу з водного поло між збірними Угорщини і СРСР, який відбувся на Олімпійських іграх у Мельбурні 6 грудня 1956 року.
Матч відбувся менш ніж через місяць після придушення радянськими військами Угорської революції 1956 року. Обстановка перед матчем була вкрай напружена. Свою назву в ЗМІ матч отримав завдяки кадрам, на яких гравець збірної Угорської Народної Республіки Ервін Задор дограє останні дві хвилини матчу з сильним розсіченням брови, отриманим у боротьбі з радянськими ватерполістами. Ці кадри були сприйняті багатьма сучасниками подій як символічне відсилання до подій, що мали місце в Угорщині під час повстання.

## Передісторія
У жовтні 1956 року угорські олімпійці перебували у гірському тренувальному таборі неподалік від Будапешту. Вони знали, що в столиці, після студентських хвилювань, розпочалася стрілянина. Через тиждень з'ясувалося, що протести тривають. В останні дні жовтня один із спортсменів, Ервін Задор, таємно вислизнув з табору і вирушив до Будапешта, щоб зустрітися зі своєю матір'ю. Після повернення він розповів товаришам по команді, що в столиці триває збройне повстання.
1 листопада, коли підрозділи Радянської армії вторглися до Угорщини, угорську олімпійську команду, в супроводі радянських солдатів було перевезено до Чехословацької Соціалістичної Республіки, де спортсмени, відрізані від інформації зі своєї країни, очікували польоту в Мельбурн. 3 і 4 листопада, під час головного наступу Радянської армії на Будапешт, угорці прилетіли з Праги до Австралії. Про масштаб подій в Угорській Народній Республіці, олімпійці дізналися лише по прибутті в Мельбурн — один з угорських ватерполістів, що добре володів англійською, купив у Дарвіні англомовну газету, в якій розповідалось про придушення повстання в Угорській Народній Республіці. На церемонію відкриття Олімпіади угорські спортсмени вийшли з чорними пов'язками.

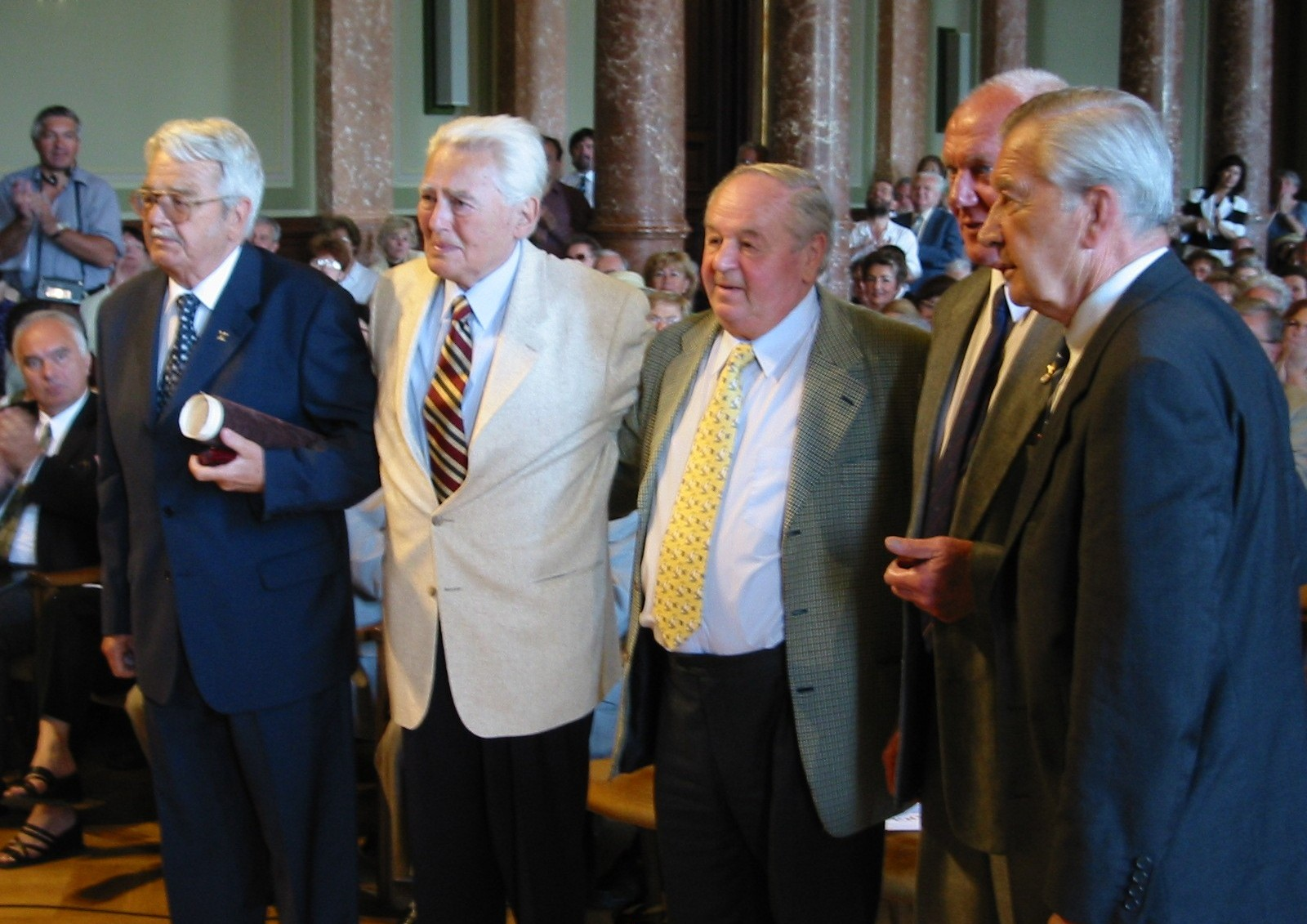
2004 рік. Спортсмени олімпійської збірної Угорської Народної Республіки 1956 року з водного поло знову разом

Багато гравців побачили Олімпіаду як спосіб врятувати гордість за свою країну. «Ми відчували, що ми грали не тільки за себе, але і за всю нашу країну», — сказав Ервін Задор після матчу.

## Події матчу
Радянська ватерпольна команда виявилася в групі «А» разом з Австралією, Народною Республікою Румунія та Федеративною Народною Республікою Югославія. У першій зустрічі радянська збірна програла югославам з рахунком 2-3. Матч з Народною Республікою Румунія ватерполісти СРСР виграли з рахунком 4-3, а в австралійців «всуху» виграли 3-0. Угорська збірна грала в групі «В» з командами з США і Великої Британії. Угорці були чемпіонами та олімпійськими фаворитами групи і, як і очікувалося, виграли обидва матчі з високим результатом — 6-1 з англійцями і 6-2 з американцями.
У другій частині турніру грали шість національних команд. Зустріч Угорщина-СРСР була дев'ятим матчем другого етапу (з дванадцяти запланованих). Угорці мали до цього моменту три перемоги, в той час, як СРСР дві перемоги і одну поразку.
Зранку перед матчем гравці збірної Угорської Народної Республіки почали насміхатися над радянськими спортсменами, перекручуючи фрази російською мовою в різних інтерв'ю для ЗМІ. Сама гра йшла в безкомпромісній боротьбі з великою кількістю фолів і взаємних ударів. За кілька хвилин до кінця матчу збірна Угорської Народної Республіки вигравала з рахунком 4-0. У цей момент гравець збірної СРСР Валентин Прокопов, не витримавши словесних провокацій з боку угорця Ервіна Задора, завдав йому удару кулаком і розсік шкіру над правим оком угорця, що викликало сильну кровотечу. Попри це, угорський спортсмен продовжив гру, залишаючи за собою кривавий слід в басейні. Бійка викликала обурення присутніх глядачів, більшість з яких відкрито симпатизувала угорській збірній. Деякі глядачі вибігли до басейну і почали скандувати антирадянські гасла і плювати у воду. У конфлікт втрутилася поліція і відновила порядок біля басейну. Матч був зупинений. Збірній СРСР було зараховано поразку — на момент зупинки гри збірна Угорщини вела в рахунку. Пізніше угорці виграли фінальний поєдинок у збірної Федеративної Народної Республіки Югославія з рахунком 2-1 і стали олімпійськими чемпіонами.
Про інцидент в Мельбурні розповідали газети по всьому світу, крім СРСР і країн соціалістичного табору. Відразу ж після закінчення Олімпійських ігор половина гравців збірної Угорської Народної Республіки, які брали участь в Олімпійському турнірі, попросила політичного притулку на Заході: 100 угорських спортсменів вирішили не повертатися після Олімпіади на батьківщину. Угорські ватерполісти на запрошення Національного олімпійського комітету США здійснили місячне турне по Сполучених Штатах, після чого більшість з них, в тому числі і Ервін Задор, залишились там назавжди. Один з небагатьох, хто повернувся до Угорської Народної Республіки, був Дьєрдь Карпаті.

## «Кров у басейні» в кіно
Про цю історичну подію створено два фільми.
У 2006 році, до 50-річчя Угорської революції, Квентін Тарантіно і Люсі Лью зняли документальний фільм «Шаленство свободи» (англ. Freedom's Fury). В тому ж році побачив світ художній фільм угорської режисерки Крістіни Года «Діти слави» (англ. Children of Glory, угорська назва — угор. Szabadság, szerelem — «Свобода, любов»).